# إليوشن إي أل-114
إليوشن إي أل-114 (بالإنجليزية: Ilyushin Il-114)‏ هي طائرة إقليمية أنتجت في 1992 بروسيا. من صناعة إليوشن. كان أول طيران لها في 29 مارس 1990. دخلت الخدمة في 1998، صنع منها 20 طائرة.

## المشغلين
حاليون:
 روسيا
- إليوشن

 أوزبكستان
- الخطوط الجوية الأوزبكستانية (6)

سابقون:
 روسيا
- Vyborg Airlines  [لغات أخرى]‏ (2)

## مواصفات (Il-114)
البيانات من Jane's All The World's Aircraft 2003–2004
الخصائص العامة
- طاقم: 2
- سعة: 64 راكب
- طول: 26.88 م (88 قدم 2 بوصة)
- باع الجناح: 30.00 م (98 قدم 5 بوصة)
- ارتفاع: 9.19 م (30 قدم 2 بوصة)
- مساحة الجناح: 81.90 م2 (881.6 قدم2)
- Aspect ratio: 11:1
- الوزن فارغة: 15,000 كـغ (33,069 رطل)
- وزن الإقلاع الأقصى: 23,500 كـغ (51,809 رطل)
- سعة الوقود: 8,780 ل (1,931 غالون إمب؛ 2,319 غال-أمريكي)
- محركات: 2 × Klimov TV7-117S محرك مروحة عنفية, 1,839 كـو (2,466 حصان) الواحد

أداء
- السرعة القصوى: 500 كم/س (311 ميل/س؛ 270 عقدة)
- سرعة العبور: 470 كم/س (292 ميل/س؛ 254 عقدة)
- مدى: 1,000 كـم (621 ميل؛ 540 nmi) مع 64 راكب

## وصلات خارجية
- Ilyushin HP(Il-114)
- Ilyushin HP(Il-114-100)
- Ilyushin HP(Il-114-300)
- Photos of Ilyushin Il-114 (Google search)
- Il-114 production list
- Il-114 at Aviation Safety Network 2 accidents.